# Faronta aleada
Faronta aleada là một loài bướm đêm trong họ Noctuidae.